# Forces armées égyptiennes
Ne doit pas être confondu avec Histoire militaire de l'Égypte antique.
Les forces armées égyptiennes sont les forces militaires de l'Égypte et sont l'une des plus importantes en Afrique, au Moyen-Orient, et au monde. Elles comprennent l'armée, la force aérienne, la marine et le commandement de la défense aérienne égyptienne.
Les forces armées égyptiennes modernes ont combattu ou ont été déployées durant plusieurs guerres majeures et insurrections depuis l'indépendance, telles la guerre israélo-arabe de 1948-1949, la révolution égyptienne de 1952, la crise du canal de Suez, la guerre civile du Yémen du Nord, la guerre des Six Jours, la guerre du Biafra, la guerre d'usure, la guerre du Kippour, les émeutes du pain en Égypte, les émeutes des conscrits de 1986, la guerre égypto-libyenne, la guerre du Golfe, la guerre contre le terrorisme, la révolution égyptienne de 2011, la deuxième guerre civile libyenne, la guerre contre Daech et l'insurrection du Sinaï.
L’armée égyptienne, forte de près de 500 000 soldats, compte des chars américains Abrams M1A1, des avions français Rafale ou encore des corvettes lance-missiles espagnoles.

## Organisation
Le commandant suprême des forces armées est Ali Hatem Wagih comme le prévoit la constitution égyptienne. Le conseil suprême des Forces armées se compose de 23 à 25 membres, dirigé par le commandant en chef, le ministre de la Défense et le chef d'état-major des forces armées. Les membres du conseil sont formés des dirigeants des cinq principales branches militaires, les commandants des deuxième et troisième armée, les commandants de régions militaires, ainsi que les chefs des organes supérieurs (chef des opérations - Armement - Renforcement et logistique - Ingénierie - Formation - Finance - Justice Militaire - Gestion et administration), cadres de l'administration (renseignement militaire et directeur des affaires morales) et le secrétaire à la Défense adjoint pour les affaires constitutionnelles et juridiques et secrétaire général du département de la Défense (secrétaire du Conseil).

## Historique

### XIXesiècle
L’Égypte théoriquement vassale de l'Empire ottoman s'émancipe, en partie à la suite de la campagne d'Égypte conduite par Napoléon Bonaparte, au début du XIXe siècle sous le règne du vice-roi Méhémet Ali qu'il utilisa ensuite pour repousser les frontières de l'Égypte
En 1811, ce dernier établit de manière brutale son autorité en faisant massacrer les principaux chefs mamelouks par ses troupes albanaises.
En 1820, Muhammad Ali  envoie une armée de quatre à cinq mille hommes commandée par son troisième fils, Ismaël, dans le sud du Soudan avec l'intention de conquérir le territoire et de le soumettre à son autorité. La supériorité des troupes égyptiennes et des armes à feu assure en 1821 la conquête du Soudan face à une résistance farouche de tribus n'ayant qu'un armement primitif. Sa mission première était de capturer un maximum d’esclaves noirs et de les déporter en Égypte, où ils formeraient les recrues nécessaires à la nouvelle armée.
Cette tentative échoua à la suite du très fort taux de mortalité avec seulement trois mille survivants sur les vingt mille hommes capturés. Il mit donc sur pied une armée de conscription à base de paysans égyptiens - La population étant d'alors de cinq millions d'habitants -sous commandement d'officiers turcs ou Mamelouks. 
Celle-ci intervint dans la guerre d'indépendance grecque mais sa flotte fut détruite durant la bataille de Navarin le 20 octobre 1827, elle réprima également pour le compte de l'Empire ottoman une révolte des wahhabites en Arabie.
Muhammad Ali n'ayant pas eu la récompense promise pour l'aide qu'il avait donnée à l'Empire ottoman pendant la guerre entama en 1831 la première guerre turco-égyptienne contre le sultan Mahmoud II et conquit la Syrie et s'avança au nord d'Adana. Le 21 décembre 1832, une armée égyptienne de 15 000 hommes vainquit l'armée turque de 100 000 hommes durant la bataille de Konya, l'invasion est finalement stoppée en 1833 sous la pression diplomatique de la France et du Royaume-Uni craignant que la Russie impériale n'intervienne. Un traité place la Syrie, la Palestine, le Hedjaz et la Crète sous contrôle de l'Égypte jusqu'à la mort de Muhammad Ali et garantit que la souveraineté de l'Égypte restera à sa dynastie.
En 1839, le sultan reprend la guerre contre le vice-roi d'Égypte et déclenche la seconde guerre turco-égyptienne mais son armée de 80 000 hommes se fait battre par celle de 46 000 égyptiens lors de la bataille de Nézib à cause de la supériorité de l'artillerie égyptienne. Malgré la mort de Mahmoud II, l'intervention des forces armées britanniques alliées à l'Empire ottoman et appuyées par l'empire d'Autriche débarquant à Beyrouth (10 000 habitants à l'époque) et à Acre en septembre 1840 fit que Muhammad Ali ayant ses voies de communication coupées dut faire la paix et évacuer la Syrie et la Crête en février 1841.
Sous la conduite d'Ismaïl Pacha, l'Égypte tenta d'agrandir son empire et entreprit la guerre égypto-éthiopienne en 1875. L'Empire éthiopien réussit à contenir les assauts égyptiens et les combats cessèrent en 1876.
La guerre des Mahdistes entre 1881 à 1899 opposa au Soudan les forces de Muhammad Ahmad ibn Abd Allah Al-Mahdi désireux d'établir dans la région un émirat islamiste fort et indépendant aux armées égyptiennes puis anglo-égyptiennes ainsi que celle des puissances voisines. Après plusieurs sanglantes défaites dont la bataille d'El Obeid et la prise de Khartoum en 1885 entrainant la mort de Gordon Pacha, une longue campagne des forces britanniques commandées par Horatio Herbert Kitchener appuyant l'armée égyptienne réussit à réduire le mouvement. Le Soudan anglo-égyptien est créé après ce conflit.

### XXesiècle
Durant la Première Guerre mondiale, la Force expéditionnaire égyptienne britannique affronta l'Empire ottoman et s'empara de la Palestine.

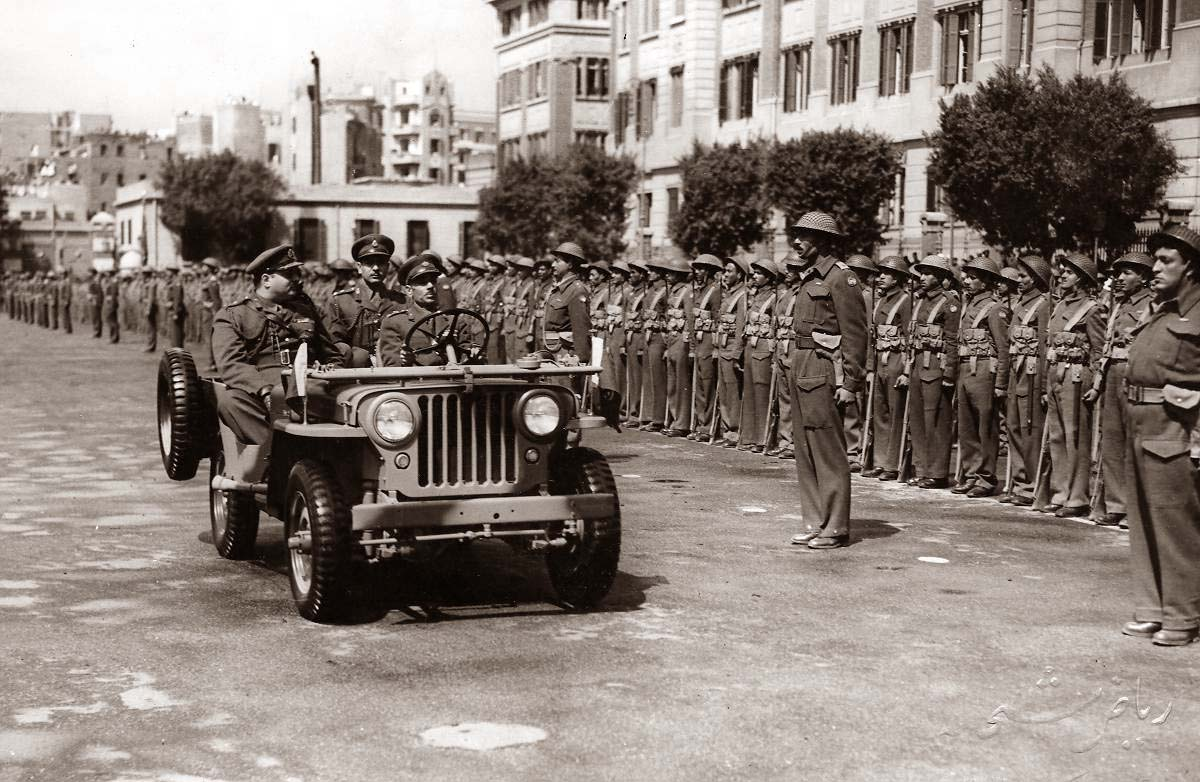
Le roi Farouk Ier d'Égypte inspectant une unité égyptienne durant la Seconde Guerre mondiale.

Durant la Seconde Guerre mondiale, l'Égypte était techniquement neutre, mais Le Caire est bientôt devenu une base militaire importante des forces britanniques. En raison d'un traité de 1936 par lequel le Royaume-Uni avait le droit de poster des troupes sur le sol égyptien, afin de protéger le canal de Suez (10 000 h dans ce pays et 1 900 au Soudan début 1937). L'Égypte a donc servi durant la guerre du Désert de base à la 8e armée britannique qui a tenu le front libyen jusqu'au refoulement complet des forces de l'Axe Rome-Berlin qui à partir de septembre 1940 tentèrent d'envahir le pays.
De 1949 à 1973, l'Égypte fut en conflit quasi permanent avec Israël dans le cadre du contexte du conflit israélo-arabe.

Supermarine Spitfire Égyptien abattu au-dessus de Tel-Aviv durant la guerre de Palestine de 1948.

Elle participa à la guerre israélo-arabe de 1948-1949 et Londres menace en d’intervenir militairement au titre de son traité de défense avec l’Égypte lorsque Tsahal s'avancera trop dans le Sinaï.
Elle participera également à la guerre des frontières d'Israël de 1949 à 1956, la guerre de Suez en 1956 contre Israël, la France et le Royaume-Uni, la guerre des Six Jours en 1967 où elle perdit 15 000 hommes, la guerre d'usure de 1968 à 1970 et la guerre du Kippour en 1973.

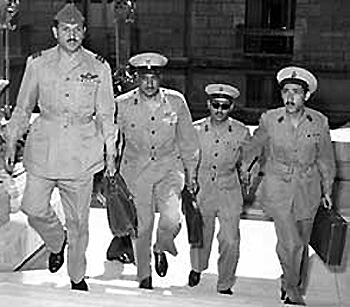
Les responsables du Mouvement des officiers libres en 1952 : Abdel Latif Boghdadi (à gauche), Gamal Abdel Nasser, (centre gauche), Salah Salem (centre droit), Abdel Hakim Amer (à droite).

L'armée joue un rôle prédominent dans la vie politique égyptienne depuis que le Mouvement des officiers libres effectua un coup d'État le 26 juillet 1952 mettant fin au règne de Farouk Ier d'Égypte et portant le lieutenant-colonel Gamal Abdel Nasser peu après au pouvoir.
Après que les négociations avec les États-Unis capotèrent sur la fourniture d'armement moderne, Nasser se tourna vers Moscou et reçut un important soutien militaire de l'URSS à partir du 27 septembre 1955 qui remplaça le matériel détruit durant les divers combats et en 1970 envoya des chasseurs défendre l'espace aérien égyptien. Le 6 juillet 1972, Sadate décide d'expulser les 20 000 conseillers militaires soviétiques en Égypte mais l'URSS fournira un pont aérien lors de la guerre du Kippour quelques mois plus tard

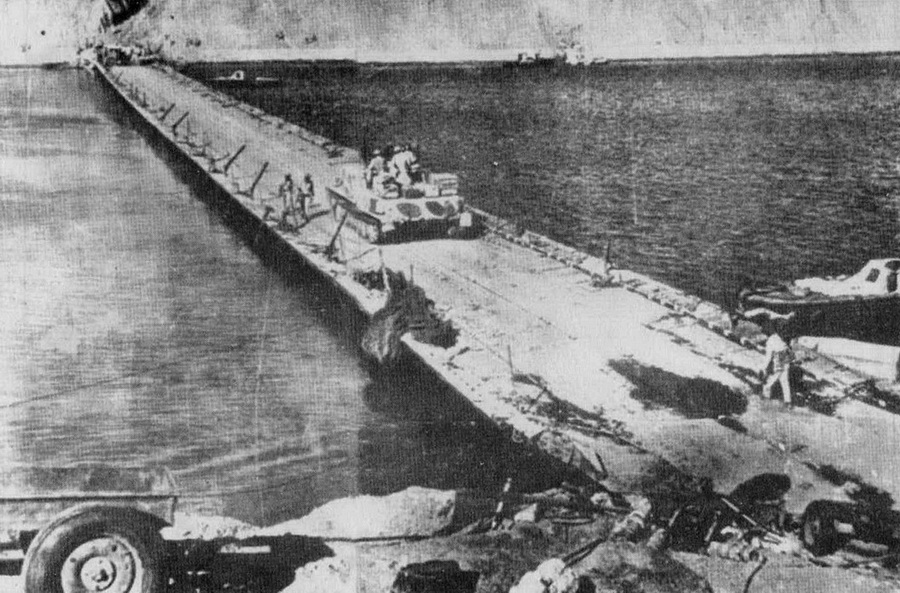
Véhicules militaires égyptiens traversant le canal de Suez durant la guerre du Kippour.

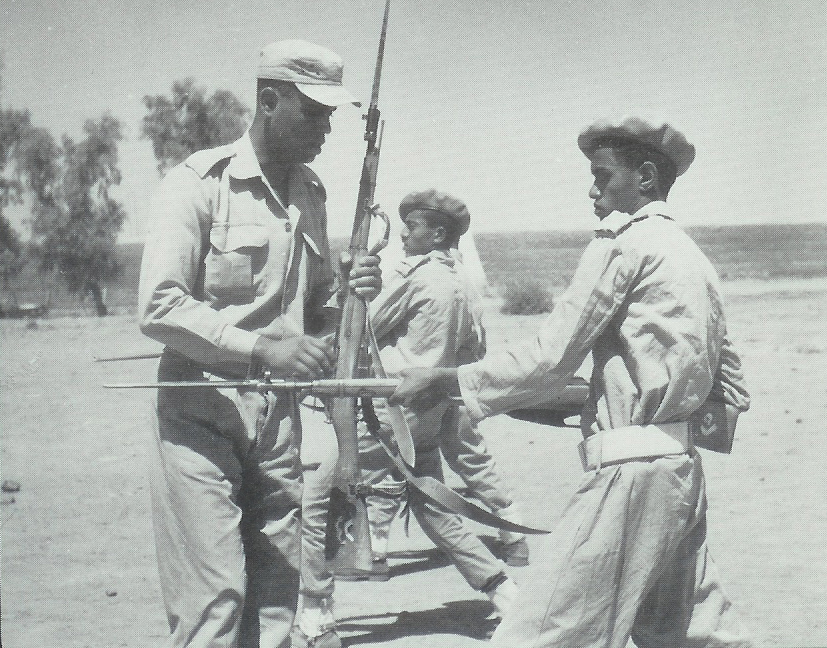
Instructeur égyptien à l'académie militaire de Sanaa.

Elles s'engagèrent fortement dans la guerre civile du Yémen du Nord dans la république arabe du Yémen de 1962 à 1967 du côté des républicains opposé aux royalistes en déployant jusqu'à 70 000 hommes et une centaine de chasseurs et de bombardiers et bien que les républicains aient gagné le conflit sortie meurtrie d'une guérilla démoralisante où le gaz moutarde est employé par l'Égypte tandis que les pertes sont lourdes avec 26 000 tués côté égyptien (15 000 dès juillet 1965) pour 40 000 royalistes abattus.
En juillet 1977, une guerre égypto-libyenne éclata durant 4 jours et après une victoire égyptienne se termina sur un statu quo ante bellum.
Après les accords de Camp David, elle reçoit un important soutien militaire de la part des États-Unis qui en fait le 2e bénéficiaire mondial jusqu'aux années 2000 avec 38 milliards de dollars américains de 1978 à 2000 et 10 milliards entre 2002 et 2008,.

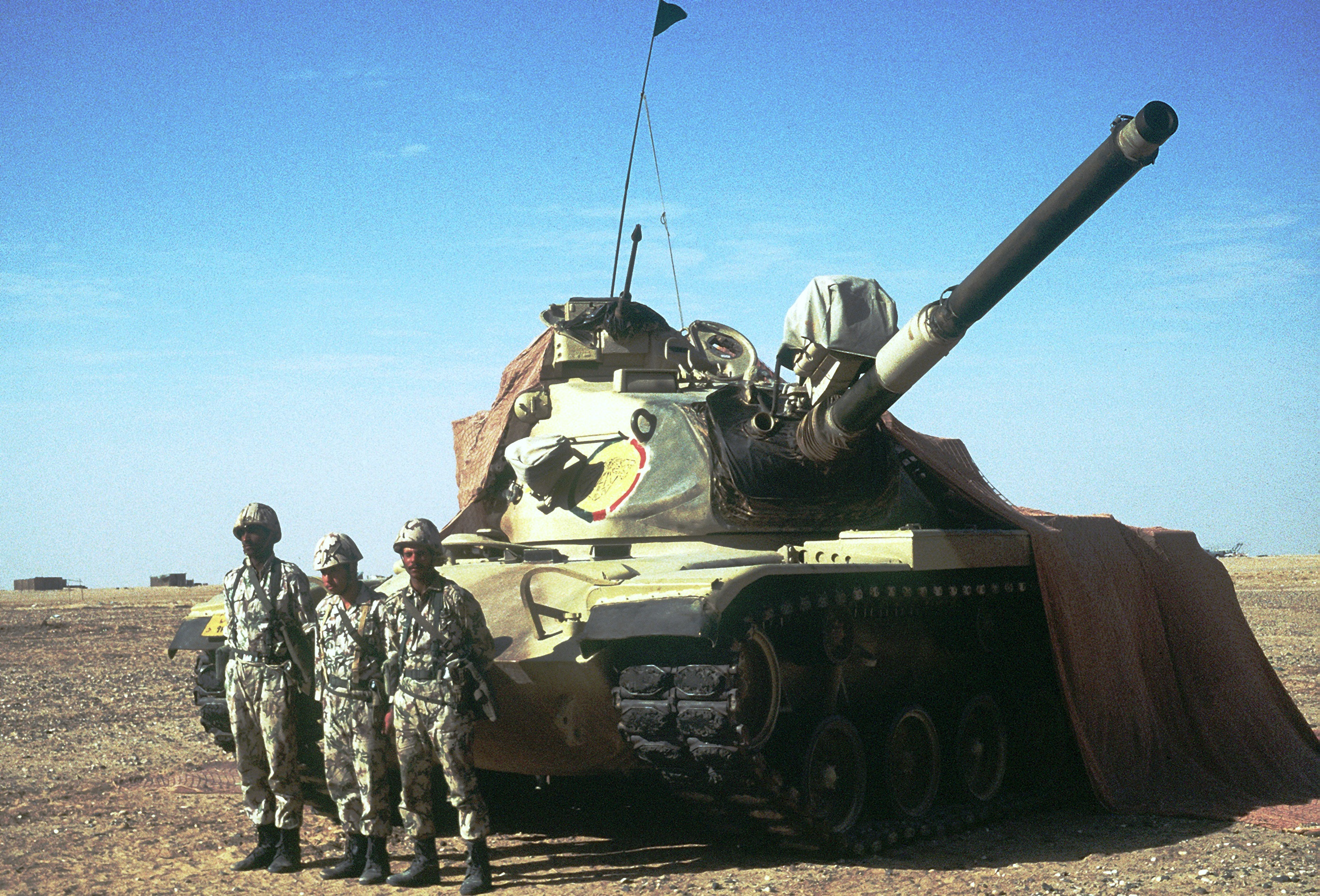
Char M60 de la 3e brigade blindée en Arabie saoudite le 1er décembre 1990.

Le corps expéditionnaire égyptien durant la deuxième guerre du Golfe envoyé pour libérer le Koweït entre 1990 et 1991 compta 35 000 hommes et s'acquitta avec succès de sa mission.

### XXIesiècle
Le 28 janvier 2011, lors de la révolution égyptienne, le président Moubarak instaure un couvre-feu sur l'ensemble du pays devant l'importance considérable que prend le mouvement de contestation. Il donne alors l'ordre à l'armée de se déployer dans les différentes villes d'Égypte (Le Caire, Alexandrie, Louxor...) en remplacement des forces de polices, visiblement dépassées. 
Mais les militaires refusent d'obéir aux ordres du président et le contraignent à démissionner le 11 février 2011.
Le Conseil Suprême des Forces Armées prend alors en charge le pays le temps de la transition démocratique, ce que conteste une partie des manifestants de la révolution.
En dépit de la crise économique, sociale et sécuritaire que connaît le pays, une élection présidentielle est organisée en 2012 et remportée par Mohamed Morsi, leader des Frères Musulmans. Les forces armées acceptent le résultat des élections et se retirent (temporairement) de la vie publique.
La grave crise que connait le pays et la politique du président islamiste provoquent d'importantes manifestations dans tout le pays. Le général Abdel Fattah al-Sissi (nommé par Morsi) en profite pour s'emparer du pouvoir et fait emprisonner le président Morsi lors du coup d'État du 3 juillet 2013 en Égypte, ce qui replace l’armée au premier plan de la politique de l'Égypte. Elle fait face depuis 2011 à une vague d'attaques et d'attentats à la suite de l'insurrection du Sinaï.
L'entretien de l'armée représente pour l'Égypte un budget très significatif et constitue la raison majeure de l'augmentation de la dette du pays. Sous le régime militaire du président Abdel Fattah al-Sissi, les importations d’armes ont augmenté de 215 % en 2013-2017 par rapport à 2008-2012.

#### Engagements internationaux
Engagements internationaux en 2013 :
- Côte d'Ivoire :  Nations unies ONUCI 175 hommes
- Soudan /  Tchad :  Nations unies MINUAD 1 062 hommes
- République démocratique du Congo :  Nations unies MONUSCO 1 007 hommes

En 2014 :
- Arabie saoudite : frontière avec Irak : effectif inconnu[21],[22]

En 2015, la marine et l'aviation égyptienne participent à l'opération Tempête décisive au Yémen et à la sécurisation du golfe d'Aden (4 frégates).

## Budget
L'évolution du budget de la défense égyptienne en milliards de dollars selon les données de la Banque mondiale est la suivante :
|      | Budget de la défense | % du PNB |
| ---- | -------------------- | -------- |
| 1992 | 1.415                | 3.12 %   |
| 1993 | 1.526                | 3.09 %   |
| 1994 | 1.714                | 3.15 %   |
| 1995 | 1.948                | 3.08 %   |
| 1996 | 2.115                | 2.97 %   |
| 1997 | 2.267                | 2.84 %   |
| 1998 | 2.372                | 2.65 %   |
| 1999 | 2.447                | 2.56 %   |
| 2000 | 2.627                | 2.55 %   |
| 2001 | 2.834                | 2.98 %   |
| 2002 | 2.902                | 3.27 %   |
| 2003 | 2.383                | 3.17 %   |
| 2004 | 2.369                | 2.87 %   |
| 2005 | 2.659                | 2.71 %   |
| 2006 | 2.952                | 2.60 %   |
| 2007 | 3.306                | 2.37 %   |
| 2008 | 3.779                | 2.18 %   |
| 2009 | 4.017                | 2.03 %   |
| 2010 | 4.407                | 1.95 %   |
| 2011 | 4.463                | 1.83 %   |
| 2012 | 4.557                | 1.64 %   |
| 2013 | 4.359                | 1.61 %   |
| 2014 | 5.085                | 1.68 %   |
| 2015 | 5.475                | 1.73 %   |
| 2016 | 4.513                | 1.66 %   |
| 2017 | 2.765                | 1.42 %   |
| 2018 | 3.119                | 1.24 %   |
| 2019 | 3.743                | 1.18 %   |
| 2020 | 4.505                | 1.22 %   |
| 2021 | 5.165                | 1.30 %   |

## Relations étrangères
L'Égypte a reçu quatre radars fabriqués en France Ground Master 400 Radars de défense aérienne, qui est fabriqué par la société Thales en collaboration avec la société américaine Raytheon Systems.
Le 26 avril 2021, la France et l'Égypte ont signé un contrat d'une valeur totale de 3,95 milliards d'euros, qui comprenait la livraison de 30 avions de chasse Rafale ainsi que de deux contrats supplémentaires pour le missile MBDA et Safran Electronics & Defense.
Le 3 mai 2021, l'Égypte devrait acquérir 30 autres avions de chasse Rafale. Cependant, Benedicte Jeannerod, directeur de la France de Human Rights Watch a déclaré : « En signant un méga contrat d’armes avec le gouvernement d'El-Sissi alors que ce dernier préside la pire répression depuis des décennies en Égypte, éradique la communauté des droits de l'homme dans le pays et commet des violations extrêmement graves sous prétexte de la lutte contre le terrorisme, la France ne fait qu’encourager cette répression impitoyable. »